# Rally de Tierra de Madrid de 2021
El Rally de Tierra de Madrid de 2021 fue la segunda edición y la novena ronda de la temporada 2021 del Súper Campeonato de España de Rally. Se celebró del 8 al 9 de octubre y contó con un itinerario de ocho tramos que sumaban un total de 90,26 km cronometrados. Fue también puntuable para la Copa de España de Rallyes de Tierra, el campeonato de Madrid de tierra, la Copa Kobe Motor y la Copa 2RM Proto.
José Antonio Suárez lideró la prueba de principio a fin adjudicándose la victoria y además el título del Súper Campeonato. Iván Ares fue segundo y Nil Solans tercero que se vio perjudicado al penalizar dos minutos por sustituir la válvula pop-off del turbo en una asistencia. El podio de Ares, el quinto de la temporad y el séptimo puesto de Pernía permitió a Hyundai aumentar la ventaja en el campeonato de marcas.

## Itinerario
| Día   | Tramo | Nombre   | Distancia | Hora  | Ganador             | Tiempo | Líder               |
| ----- | ----- | -------- | --------- | ----- | ------------------- | ------ | ------------------- |
| Día 1 | TC1   | A1       | 10.00 km  | 08:20 | José Antonio Suárez | 6:35.0 | José Antonio Suárez |
| Día 1 | TC2   | B1       | 11.80 km  | 08:43 | Jan Solans          | 7:42.1 | José Antonio Suárez |
| Día 1 | TC3   | A2       | 10.00 km  | 11:01 | José Antonio Suárez | 6:23.8 | José Antonio Suárez |
| Día 1 | TC4   | B2       | 11.80 km  | 11:24 | José Antonio Suárez | 7:30.1 | José Antonio Suárez |
| Día 1 | TC5   | C1       | 9.89 km   | 14:52 | Jan Solans          | 6:01.2 | José Antonio Suárez |
| Día 1 | TC6   | D1       | 13.39 km  | 15:20 | Jan Solans          | 8:32.7 | José Antonio Suárez |
| Día 1 | TC7   | C2 (TC+) | 9.89 km   | 17:27 | José Antonio Suárez | 5:51.1 | José Antonio Suárez |
| Día 1 | TC8   | D2       | 13.39 km  | 17:55 | Jan Solans          | 8:22.5 | José Antonio Suárez |

## Clasificación final
| Pos. | Piloto               | Copiloto             | Automóvil              | Tiempo    | Diferencia |
| ---- | -------------------- | -------------------- | ---------------------- | --------- | ---------- |
| 1.   | José Antonio Suárez  | Alberto Iglesias Pin | Škoda Fabia Rally2 evo | 57:44.1   | 0.0        |
| 2.   | Iván Ares            | David Vázquez Liste  | Hyundai i20 R5         | 58:43.7   | +59.6      |
| 3.   | Jan Solans           | Rodrigo Sanjuan      | Citroën C3 Rally2      | 59:09.4   | +1:25.3    |
| 4.   | Alexander Villanueva | Víctor M. Ferrero    | Citroën C3 Rally2      | 59:50.2   | +2:06.1    |
| 5.   | Daniel Marbán        | Vanessa Valle        | Škoda Fabia Rally2 evo | 1:00:12.1 | +2:28.0    |
| 6.   | Juan Carlos Quintana | Yeray Mújica         | Škoda Fabia R5         | 1:00:12.6 | +2:28.5    |
| 7.   | Surhayen Pernía      | Alba Sánchez         | Hyundai i20 R5         | 1:00:20.0 | +2:35.9    |
| 8.   | Daniel Alonso        | Adrián Pérez         | Ford Fiesta Rally2     | 1:00:52.1 | +3:08.0    |
| 9.   | Juan Pablo Castro    | Juan José Leal       | Škoda Fabia R5         | 1:01:12.9 | +3:28.8    |
| 10.  | Diogo Salvi          | Hugo Magalhães       | Škoda Fabia R5         | 1:01:38.2 | +3:54.1    |